# Arbitration Committee
Das Arbitration Committee (abgekürzt ArbCom) ist ein gewähltes Gremium der englischsprachigen Wikipedia, das über Konflikte zwischen Benutzern entscheidet. Es wurde von Jimmy Wales am 4. Dezember 2003 als eine Instanz des Entscheidungsfindungsprozess geschaffen, der ihm bis dahin formal als Eigentümer der Seite oblag. Das ArbCom, das als letzte Instanz in Konflikten fungiert, kann Benutzer sperren, Sachverhalte feststellen und Handlungsvorgaben setzen. Es hat bislang (Stand 2015) mehrere hundert Verfahren behandelt. Mitglieder des Schiedsgerichts werden durch Wahlen bestimmt.
Das ArbCom war Gegenstand wissenschaftlicher Untersuchungen zur Konfliktlösung und wurde in den Medien in Zusammenhang mit Konflikten in und um Wikipedia erwähnt.

## Geschichte
Im Oktober 2003 legte Alex T. Roshuk, damals Rechtsberater der Wikipedia, ein 1.300 Worte umfassendes Papier zu Mediation und Schiedsverfahren vor. Entsprechend den Vorschlägen dieses Papiers wurden das Mediationskomitee und das ArbCom gegründet und am 4. Dezember 2003 von Jimmy Wales der Wikiöffentlichkeit vorgestellt. Das Konzept des Schiedsgerichts wurde im Lauf der Zeit von anderen Projekten übernommen.
Bei seiner Gründung bestand es aus zwölf Schiedsrichtern, die in drei Gruppen zu je vier Mitgliedern gegliedert waren. Bis zum Jahr 2008 hatte es 371 Fälle bearbeitet, in denen Maßnahmen von Warnungen über Verfügungen bis hin zu Benutzersperren ausgesprochen wurden. Die Anzahl der Fälle, die an das Arbitration Committee herangetragen wurden, hat seit dem Höhepunkt im Jahre 2006 (116 Fälle) stark abgenommen und lag seit 2010 stets bei unter 20 Fällen pro Jahr. Im Jahre 2016 waren es fünf Fälle, 2017 noch vier.

## Mediale Wahrnehmung und Kontroversen
Eine statistische Studie, die 2010 im Emory Law Journal veröffentlicht wurde, kommt zum Schluss, dass das ArbCom den Inhalt der Konflikte nicht beachtet und sich auf das Verhalten von Benutzern konzentriert. Dieselbe Studie kommt auch zum Ergebnis, dass eine Korrelation zwischen den Verhaltensweisen von Benutzern, den vom ArbCom getroffenen Entscheidungen und seinen Vorgaben besteht.
2007 trat ein ArbCom-Mitglied namens Essjay zurück, nachdem bekannt geworden war, dass er falsche Angaben zu seiner Ausbildung und seinen Qualifikationen in einem Interview mit der New York Times gemacht hatte. Ebenfalls 2007 wurde Carl Hewitt, Professor am Massachusetts Institute of Technology, durch das Schiedsgericht von der Mitarbeit in der Online-Enzyklopädie ausgeschlossen. Im Mai 2009 trat das Mitglied des Schiedsgerichts Sam Blacketer zurück, nachdem er seine Beteiligung an einem Fall zu verdunkeln versucht hatte.
2009 fand die Entscheidung des ArbCom, alle IP-Adressen, die von Scientology betrieben oder genutzt werden, zu sperren, breite mediale Aufmerksamkeit. Der im Rahmen eines Verfahrens zu Konflikten in Scientology-bezogenen Artikeln getroffenen Entscheidung war in der bis dahin achtjährigen Geschichte von Wikimedia kein Präzedenzfall vorausgegangen;  in Medien wie der The New York Times, ABC News und The Guardian wurde darüber berichtet. Der Satiriker Stephen Colbert thematisierte in seiner Sendung The Colbert Report die Entscheidung.

## Modellwirkung für weitere Sprachausgaben
2004 wurde mit dem comité d’arbitrage ein entsprechendes Gremium in der französischsprachigen Wikipedia gegründet. 2007 kamen Schiedsgerichte in der deutschsprachigen und in der polnischsprachigen Wikipedia hinzu. Mit Stand 2021 bestehen Schiedsgerichte auch in der englischsprachigen Version des Projekts Wikinews und in folgenden weiteren Sprachversionen der Wikipedia: Tschechisch, Finnisch, Niederländisch, Persisch, Russisch, Ukrainisch und Ungarisch. Schiedsgerichte in verschiedenen anderen Sprachversionen der Wikipedia wurden inzwischen aufgelöst oder sind inaktiv.
Ähnlich wie das Arbitration Committee hat auch das Schiedsgericht der deutschsprachigen Wikipedia einen Rückgang der Anfragen zu verzeichnen. Das Maximum lag bei 38 Anfragen im Jahre 2013; 2016 und 2017 waren es noch je neun Anfragen, 2020 wieder 19.